# Fagnon
Fagnon é uma comuna francesa na região administrativa de Grande Leste, no departamento Ardenas. Estende-se por uma área de 10,12 km². Em 2010 a comuna tinha 356 habitantes (densidade: 35,2 hab./km²).